# Werneria
Werneria – rodzaj płazów bezogonowych z rodziny ropuchowatych (Bufonidae).

## Zasięg występowania
Rodzaj obejmuje gatunki występujące w zachodniej Afryce – w Gabonie, Kamerunie i prawdopodobnie Gwinei Równikowej.

## Systematyka

### Etymologia
- Stenoglossa: gr. στηνος stēnos „wąski, cienki, chudy”[5]; γλωσσα glōssa „język”[6].
- Werneria: Franz Werner (1867–1939), austriacki zoolog i podróżnik[2]. Nazwa zastępcza dla Stenoglossa Andersson, 1903 (młodszy homonim Stenoglossa Chaudoir, 1848 (Coleoptera)).

### Podział systematyczny
Do rodzaju należą następujące gatunki:
- Werneria bambutensis (Amiet, 1972)
- Werneria iboundji Rödel, Schmitz, Pauwels & Böhme, 2004
- Werneria mertensiana Amiet, 1976
- Werneria preussi (Matschie, 1893)
- Werneria submontana Rödel, Schmitz, Pauwels & Böhme, 2004
- Werneria tandyi (Amiet, 1972)